# 基拉基拉
基拉基拉是太平洋島國所羅門群島的城市，是馬基拉-烏拉瓦省的首府，位於省內最大島嶼馬基拉島北岸，1999年人口979。所羅門航空提供從市內的基拉基拉機場前往首都霍尼亞拉和其他目的地的航班。